# وزارت تجارت، صنعت و انرژی (کره جنوبی)
وزارت تجارت، صنعت و انرژی (به انگلیسی: Ministry of Trade, Industry and Energy) (MOTIE) شاخه ای از دولت کره جنوبی است. این نهاد مربوط به تنظیم برخی از سیاست‌های اقتصادی، به ویژه در بخش‌های صنعتی و انرژی است. این وزارتخانه همچنین برای تشویق سرمایه‌گذاری خارجی در کره فعالیت می‌کند. وزیر فعلی سونگ یون مو است.
از زمان تشکیل وزارت تجارت، صنعت و انرژی (MOTIE) نقش‌ها و مسئولیت‌های گسترده‌ای را بر عهده گرفته و به تبدیل شدن کره جنوبی به یک نیروگاه اقتصادی پویا کمک بسیاری کرده‌است.

## تاریخ
این وزارتخانه همزمان با تشکیل جمهوری کره در سال ۱۹۴۸ به عنوان وزارت تجارت و صنعت (MTI) با مأموریت هماهنگی صنایع کشور تأسیس شد. در سال ۱۹۹۳، MTI با وزارت انرژی و منابع ادغام شد، آژانسی که در سال ۱۹۷۷ برای اطمینان از تأمین پایدار انرژی تأسیس شد و وزارت تجارت، صنعت و انرژی (MOTIE) را ایجاد کرد. پس از اینکه دولت کیم دای جونگ نقش این وزارت را از سیاست تجاری به وزارت امور خارجه و تجارت تغییر داد، این وزارتخانه در سال ۱۹۹۸ به عنوان وزارت بازرگانی، صنعت و انرژی (MOCIE) مجدداً سازماندهی شد.
در سال ۲۰۰۸، دولت لی میونگ باک وزارت دانش اقتصاد (MKE) را راه اندازی کرد و بخشهای اصلی وزارت بازرگانی، صنعت و انرژی، وزارت اطلاعات و ارتباطات و وزارت علوم و فناوری را با هم ادغام کرد.
وزارت دانش اقتصاد با تقویت نقاط قوت سنتی صنعتی ضمن توسعه موتورهای رشد جدید، به کشور کمک کرد تا به یک اقتصاد دانش بنیان تبدیل شودشود
پس از روی کار آمدن رئیس‌جمهور پارک گون هه در سال ۲۰۱۳، وی نقش وزارت سیاست تجاری MIKE را بازیابی کرد و نام آن را به وزارت تجارت، صنعت و انرژی تغییر داد (MOTIE).
این وزارت که اکنون برای مقابله با چالش‌های قرن بیست و یکم مجهزتر است، متعهد است با تلاش خود برای انجام طیف گسترده‌ای از مسئولیت‌ها در زمینه‌های تجارت، سرمایه‌گذاری، صنعت و انرژی، زمینه ای برای رشد اقتصادی فراهم کند.